# Джефф Лінн
Дже́ффрі «Дже́фф» Лі́нн (англ. Jeffrey «Jeff» Lynne; нар. 30 грудня 1947 Бірмінгем, Велика Британія) — британський співак, мультиінструменталіст, автор пісень, аранжувальник, продюсер. Лауреат «Ґреммі», який здобув світову популярність як лідер-вокаліст гурту «Electric Light Orchestra» і член гурту «The Traveling Wilburys». 
У 2008 році «The Washington Times» назвала Джеффа Лінна четвертим найбільшим продюсером в історії музики.

## Біографія
Джеффрі Лінн народився 30 грудня 1947 року в родині Філліпа і Ненсі Лінн в Бірмінгемі. Він був четвертою дитиною в сім'ї. З дитинства захоплювався музикою. Вважається, що натхнення Лінн почерпнув на концерті Справи Шеннона в 1961 році. За наполяганням батька відвідував заняття фортепіано. Випросив у батьків пластмасову гітару за два фунти стерлінгів, і ця іграшка надалі зіграла величезну роль в його житті. Після покупки гітари його успішність в школі впала до критичного рівня, і зрештою зі школи довелося піти. 
Після цього Джефф спочатку працював в магазині автозапчастин, потім став службовцем архітектурного бюро. Паралельно з роботою Джефф нарешті почав грати в аматорських гуртах, таких як «Tinkerbells Fairydust» і «Andycaps». Пізніше був гурт «Chantells», в якому грали майбутні партнери по «Electric Light Orchestra» — Річард Тенді і Дейв Морган. Потім були гурти «Idle Race» і «The Move». У 1970 році Лінн познайомився з Роєм Вудом — майбутнім творцем ELO. Вуд тоді повідав Джеффу, що дуже хотів би зібрати команду — таку собі суміш рок-гурту і класичного оркестру. 
Найвідоміші пісні Джеффа Лінна в ELO — «10538 Overture» (альбом The Electric Light Orchestra, 1971), «Eldorado» і «Can not Get It Out Of My Head» (альбом Eldorado, 1974), «Evil Woman» та «Strange Magic» (Face the Music, 1975), «Livin 'Thing», «Telephone Line», «Shangri-La» (A New World Record, 1976), «Mr. Blue Sky», «Sweet Talkin 'Woman» (Out Of the Blue, 1977), «Confusion», «Do not Bring Me Down», «Last Train To London» (Discovery, 1979), «Ticket To The Moon», «Twilight» (Time, 1981) і багато інших. 
У 1988—1990 роках брав участь в супергурті «The Traveling Wilburys», яку сформував разом з Джорджем Харрісоном після спільного запису альбому Джорджа «Cloud Nine». Супергурт випустив два альбоми — «Traveling Wilburys Volume 1» і «Traveling Wilburys Volume 3» і безліч синглів. 
Лінн продюсував записи і був співавтором пісень таких виконавців, як:
- «The Beatles» (пісні «Free As a Bird» і «Real Love», 1994—1995 — реюніон трьох бітлів для доопрацювання демозаписей Джона Леннона для Антології «The Beatles»);
- Джордж Харрісон (альбом Cloud Nine цілком, 1987);
- Рінго Старр (пісні з альбому Time Takes Time, 1992);
- Пол Маккартні (пісні з альбому Flaming Pie, 1997);
- Том Петті (три альбоми цілком — Full Moon Fever, 1989; Into The Great Wide Open, 1991; Highway Companion, 2006);
- Рой Орбісон (пісні з двох альбомів Mystery Girl, 1989; King Of Hearts, 1992);
- Справ Шеннон (пісні з альбому Rock On, 1990);
- і багатьох інших в 1990—2000-х роках.

Кажуть, що Джон Леннон якось заявив, що «музику стає писати все важче — Джефф Лінн все вже написав». Джордж Харрісон відмовився від співпраці з Лінном під час роботи над черговим своїм альбомом, заявивши, що в серцях його (Харрісона) альбоми стають схожими на ELO. 
Крім значної участі в записах інших виконавців, Джефф Лінн випустив два сольних альбоми — Armchair Theatre в 1990 році і Long Wave в 2012 році (останній — альбом каверів пісень більш ніж 50-річної давності). Альбоми ELO Zoom, 2001 року і Mr.Blue Sky: The Very Best Of, 2012 року фактично також є сольними записами Лінна. 
Можна стверджувати, що гурт Electric Light Orchestra — це Джефф Лінн, оскільки автором усієї музики і текстів є саме він, за рідкісним винятком (у першому альбомі ELO — No Answer автор декількох пісень — другий творець ELO — Рой Вуд, а також пісня Roll Over Beethoven — це кавер Чака Беррі). Лінн створив свій неповторний, характерний стиль, коли класичні інструменти починають звучати по-новому, в невластивій їм манері. Написав безліч творів для кіно. Починаючи з 1987 року, у Джеффа Лінна сформувався його сучасний стиль звучання, який він привносив практично в усі записи, в яких брав участь або продюсував, і який практично не змінюється протягом останніх 25 років. 
У березні 2010 року в інтерв'ю газеті «Daily Express» Лінн підтвердив, що «працює над парою альбомів під своїм ім'ям». 2012 року Джо Волш випустив альбом Analog Man, спродюсований Лінном. Збірник кращих хітів ELO під назвою Mr. Blue Sky: The Very Best of Electric Light Orchestra побачив світ 8 жовтня 2012 року, одночасно з другим сольним альбомом Джеффа Long Wave. 
9 лютого 2014 року Лінн виконав пісню Джорджа Харрісона «Something» на концерті The Night That Changed America: A Grammy Salute to The Beatles, а також «Hey Bulldog» з альбому Yellow Submarine разом з Дейвом Гролом на честь 50-річчя виступу «Бітлз» на шоу Еда Саллівана. 
23 квітня 2015 року Джефф Лінн отримав Зірку на Голлівудській «Алеї слави». 
14 вересня 2014 року Джефф Лінн вперше за 25 років виступив на публіці в рамках фестивалю BBC Radio 2 в Гайд-парку. 
24 вересня 2015 року, під маркою «Jeff Lynne's ELO», вийшов перший сингл з альбому Alone in the Universe. Сам альбом вийшов 13 листопада, потім були телевізійні виступи ELO — в США вперше за 30 років.

## Особисте життя
Був двічі офіційно одружений: з Розмарі (англ. Rosemary) з 1970 по 1977 рік і з Сенді Капельсон (англ. Sandi Kapelson) з 1979 року. Має двох дочок від другого шлюбу: Лору (англ. Laura; нар. 7 грудня 1979) і Стефані (англ. Stephanie; нар. в 1981). 
Нині (з 2016) проживає в США (Лос-Анджелес).